# هلن اسکلتون
هلن الیزابت اسکلتون (زاده ۱۹ ژوئیه ۱۹۸۳) یک مجری تلویزیونی و بازیگر انگلیسی است. او از سال ۲۰۰۸ تا ۲۰۱۳ برنامه کودکان بی‌بی‌سی پیتر آبی را ارائه کرد، و از سال ۲۰۱۴ مجری در Countryfile بوده‌است.
اسکلتون در ۱۹ ژوئیه ۱۹۸۳ در کارلایل، کامبریا، انگلستان به دنیا آمد و در یک مزرعه لبنی در روستای کرکبی ثور بزرگ شد. او در مدرسه ابتدایی محلی آن و سپس مدرسه گرامر اپلبی تحصیل کرد و در نهایت از مؤسسه هنر کامبریا فارغ‌التحصیل شد و در آنجا مدرک لیسانس روزنامه‌نگاری گرفت. اسکلتون گفته‌است که اگر مجری صدا و سیما نبود معلم می‌شد. برادرش گاوین یک فوتبالیست حرفه ای بود و همچنین یک بازیکن-مدیر بوده‌است.